# Tehuana
Tehuana is een geslacht van kreeftachtigen uit de klasse van de Malacostraca (hogere kreeftachtigen).

## Soorten
- Tehuana chontalpaensis Villalobos & Álvarez, 2003
- Tehuana complanata (Rathbun, 1905)
- Tehuana diabolis (Pretzmann, 1978)
- Tehuana guerreroensis (Rathbun, 1933)
- Tehuana jacatepecensis Villalobos & Álvarez, 2003
- Tehuana lamellifrons (Rathbun, 1893)
- Tehuana lamothei Álvarez & Villalobos, 1994
- Tehuana poglayenora (Pretzmann, 1978)
- Tehuana veracruzana (Rodríguez & Smalley, 1972)